# 附庸國
附庸國（英語：Vassal state），指历史上对上级国家或帝国负有相互义务的任何国家，是從屬國的一种。附庸國與宗主國都必須嚴格遵守“契約精神”，宗主國不能隨意欺壓附庸國，只能按照當初簽好的條約來管束附庸國。在歷史上，因為宗主國對附庸國的干涉有非常嚴重的、也有極度輕微的，甚至屢屢出現附庸國利用宗主國為自己謀利的狀況，所以“成為一個強國的附庸國到底是好是壞”並無定論。
现代，“附庸國”这种称呼并不常见，国际上用傀儡國、保護國、自治領、殖民地、联系国或衛星國等更精確的詞彙代替。

## 历史上的定义
「附庸」的中文原意是指在中國周朝封地未滿五十里、附屬於諸侯國的小國或小領主，例如秦非子，可世襲。中世纪的欧洲也有类似的情况，封建制度中广泛存在依附于其他国家的小领主。
在這個體系中，附庸國和宗主國需要一起承擔“共同義務”，最典型的例子莫過於中世紀歐洲封建制度中的采邑。同時，附庸國在近東地區頻繁出現，其歷史可以追溯到埃及、赫梯和米坦尼衝突的遠古時代。在中世紀時，歐洲的各大強國基本都會擁有一個以上的附庸國，到了現代，最後一個擁有附庸國的國家是土耳其的奧斯曼帝國。附庸國和宗主國之間的義務取決於它們在當時簽訂了什麼協議，最常見的是附庸國必須要對宗主國繳稅和服兵役，而宗主國則必須要保護附庸國不受侵略、領土完整。每個附庸國能達到的獨立程度、能從宗主國身上獲得的利益都各不相同。
附庸國和其宗主國一樣，可以是任何國際關係法和條約的主體。但在主權上卻受到宗主國的限制，和別國締結條約亦是如此。這和保護國不同。像奥斯曼帝国以前就是埃及和保加利亞的宗主國。實質上就是擁有不完全的主權，但是卻不接受宗主國保護的半主權國、比自治領與保護國待遇要差的國家。古代的附庸国（半主权）与近现代的保护国（无主权）与最大的区别是法律上有与外国邦交的权力，附庸国虽然也受宗主国控制但可以直接和其他国家往来，保护国则只能和宗主国往来。随着国际法上主权国家概念的普及，作为半主权国家的附庸国也走入了历史，演变为其他国家的一部分或主权国家。历史上的琉球国和哈萨克汗国就属于「两属」附庸国的典型，它们一方面是向清朝纳贡的「藩属国」，另一方面实际上被日本和俄罗斯控制成为附庸国。

## 列表
以下把歷史上的附庸國列出。
| 附庸國国旗 | 附庸國           | 地圖 | 宗主國国旗 | 宗主國               | 地圖 | 歷經時間       | 條約依憑                                 | 參考註釋 |
| ---------- | ---------------- | ---- | ---------- | -------------------- | ---- | -------------- | ---------------------------------------- | --- |
|            | 高麗             |      |            | 元朝（大元大蒙古国） |      | 1270年－1356年 | 高麗蒙古戰爭                             | 恭愍王执政后趁红巾军之乱独立。 |
|            | 塞爾維亞公國     |      |            | 奥斯曼帝国           |      | 1830年－1878年 |                                          | 1878年後獨立。 |
|            | 埃及王國         |      |            | 奥斯曼帝国           |      | 1840年－1914年 |                                          | 1914年演變為大英帝國的保護國。 |
|            | 罗马尼亚联合公国 |      |            | 奥斯曼帝国           |      | 1856年－1878年 |                                          | 1859年中，摩爾達維亞和瓦拉几亚合併。1878年的《柏林條約》中獲得承認，羅馬尼亞王國也是如此。                                                            |
|            | 保加利亚大公国   |      |            | 奥斯曼帝国           |      | 1878年－1908年 |                                          | 1908年期間保加利亞王國獨立。 |
|            | 琉球國           |      |            | 大日本帝國           |      | 1871年－1879年 | 廢藩置縣                                 | 原属萨摩藩的附庸国，1872年改置「琉球藩」，1879年正式兼并。1945年8月30日后為美國統治琉球時期，后美國將治權歸日本。                                     |
|            | 大韓帝國         |      |            | 大日本帝國           |      | 1904年－1905年 | 日韩议定书                               | 1904年2月23日日俄战争时被日本胁迫为附庸，1905年后丧失主权，沦为日本保护国。1910年8月22日后為日治朝鮮時期，二戰結束日本投降後南北分治。                |
|            | 越南王國         |      |            | 法蘭西第三共和國     |      | 1883年－1885年 | 第一次順化條約、第二次順化條約、中法新約 | 中法战争战败后，清朝正式承认越南属于法国的保护国，放弃藩属关系，越南成为法屬印度支那一部分。1945年独立。                                              |
|            | 大蒙古国         |      |            | 中華民國             |      | 1915年－1919年 | 中俄蒙协约                               | 1915年外蒙古取消獨立，實行自治，1919年取消外蒙古自治，北洋政府直接統治外蒙古。1921年蒙古革命胜利后正式独立，1946年获得中国承认。                      |
|            | 滿洲國           |      |            | 大日本帝國           |      | 1931年－1932年 | 日滿議定書                               | 1931年九一八事变后日本取得实际控制权，并于1932年建立满洲国，之后作为大东亚共荣圈的傀儡政权参与二战。1945年8月19日溥儀等人被蘇聯紅軍俘虜，滿洲國滅亡。 |
|            | 越南帝國         |      |            | 大日本帝國           |      | 1945年         | 波茨坦会议                               | 1945年8月30日解散，回歸法屬印度支那。1955年法国在日内瓦会议上正式承认其独立。                                                                         |
|            | 砂拉越王国       |      |            | 汶萊帝國             |      | 1842年-1868年  |                                          | 英裔白人拉者詹姆斯·布鲁克因帮助文莱苏丹镇压叛乱有功获得领地，后逐渐壮大。1888年演變為大英帝國的保護國。                                               |